# Milesia simulator
Milesia simulator är en tvåvingeart som beskrevs av Heikki Hippa 1990. Milesia simulator ingår i släktet Milesia och familjen blomflugor. Inga underarter finns listade i Catalogue of Life.